# وادي تمناع

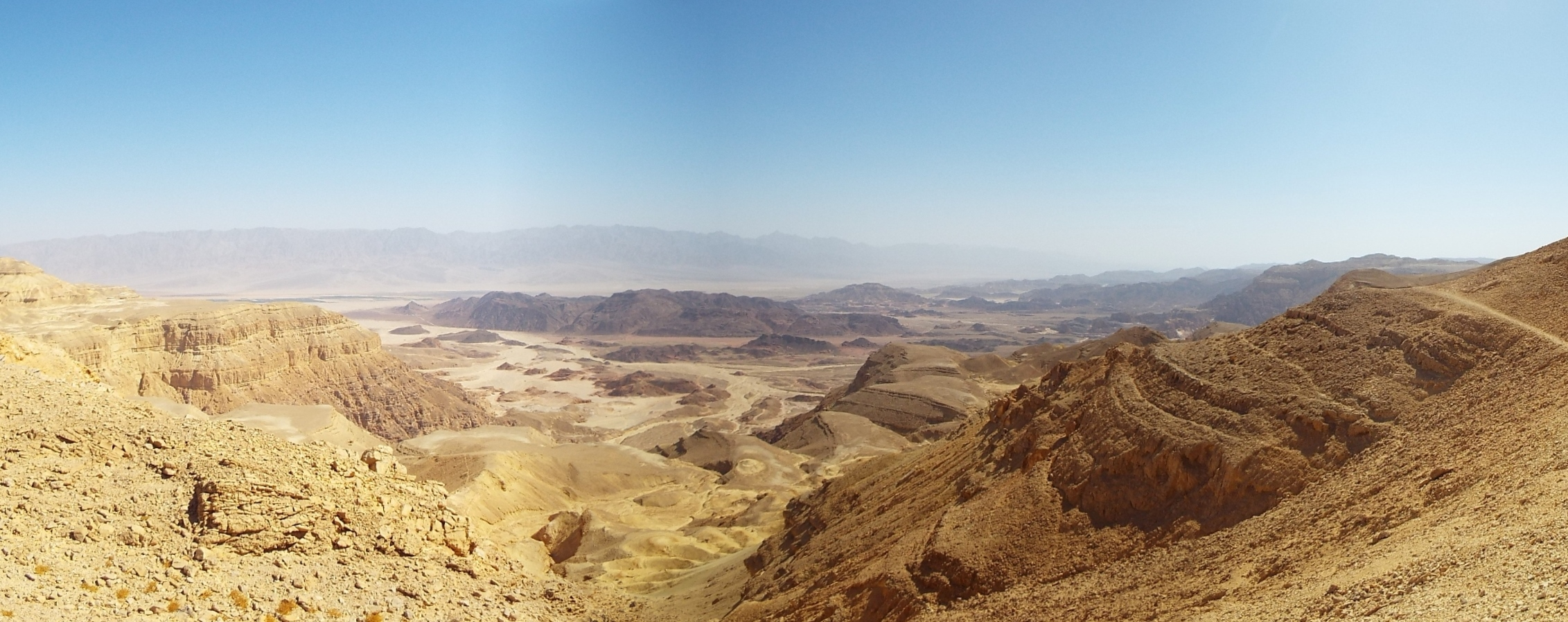
منظر بانورامي لوادي تمناع

وادي تمناع يقع في جنوب فلسطين، غرب وادي عربة، على بعد حوالي 30 كيلو مترًا، شمال خليج العقبة ومدينة إيلات. المنطقة غنية بخامات النحاس وقد تم تعدينها منذ الألفية الخامسة قبل الميلاد.

## التاريخ

### تعدين النحاس
تم استخراج النحاس في المنطقة منذ الألفية السادسة أو الخامسة قبل الميلاد. تشير التنقيبات الأثرية إلى أن مناجم النحاس في وادي تمناع كانت على الأرجح جزءًا من مملكة إدوم وعملها الأدوميون، الموصوفون بأنهم أعداء التوراة لبني إسرائيل، خلال القرن العاشر قبل الميلاد، في فترة الملك التوراتي سليمان. استمر التعدين من قبل بني إسرائيل والأنباط حتى القرنين الأول والثاني بعد الميلاد خلال الفترة الرومانية، ثم بعد الفتح الإسلامي في القرن السابع، من قبل الخلافة الأموية، حتى أصبح خام النحاس نادرًا.

### التاريخ الحديث
أثار الاهتمام العلمي والاهتمام العام في ثلاثينيات القرن الماضي، عندما نسب نيلسون جلوك تعدين النحاس في تمناع إلى الملك سليمان (القرن العاشر قبل الميلاد) وأطلق على الموقع اسم «مناجم الملك سليمان». قبل العصر سليمان حتى وجدت الحفريات الأثرية التي قادها إيريز بن يوسف من جامعة تل أبيب دليلاً يشير إلى أن هذه المنطقة كانت ملغومة من قبل الأدوميين، وهم مجموعة يقول الكتاب المقدس إنهم كانوا في حالة حرب متكررة مع بني إسرائيل.
في عام 1959، قاد البروفيسور بينو روتنبرغ، مدير معهد الدراسات الأثرية المعدنية في كلية لندن الجامعية، لندن، بعثة عربة، برعاية متحف أرض إسرائيل، ومعهد الآثار بجامعة تل أبيب. تضمنت الرحلة حفرًا عميقًا في وادي تمناع، وبحلول عام 1990 اكتشف 10000 منجم نحاس ومعسكرات صهر بأفران ورسومات صخرية وخصائص جيولوجية وأضرحة ومعابد ومحمية تعدين مصرية ومجوهرات وغيرها من القطع الأثرية التي لم يتم العثور عليها من قبل في أي مكان في مصر. سمحت أعمال التنقيب عن المنطقة وترميمها بإعادة بناء تاريخ وادي تمناع الطويل والمعقد لإنتاج النحاس، من العصر الحجري الحديث المتأخر إلى العصور الوسطى.

## قضايا الإطار الزمني الجديد

### الموقع 200
في عام 1969، تم إجراء تنقيب في الموقع 200 (يُطلق عليه أيضًا اسم «الحرم المصري») مما سمح للباحثين بمناقشة إطار زمني جديد. تم فرض الإطار على مواقع الصهر في العصر الحديدي بأكملها في جميع أنحاء وادي تمناع. ومع ذلك، كان من المعروف أن الموقع 200 يعرض التعقيدات والتناقضات على الرغم من استخدامه للعلاقات المتبادلة وحتى الآن مواقع الصهر والتعدين.
خلقت طبقات الأرض المعقدة في الموقع 200 لاستخدامات التأريخ ارتباكًا ومخالفات أثناء الدراسة والتنقيب. الإجماع حول تواريخ مواقع الصهر في الإمبراطورية المصرية، جنبًا إلى جنب مع تواريخ الكربون المشع من مواقع أخرى مع أدوات القرية المطلية (QPW) التي تم تحديد تاريخ لاحق لها، دفع الباحثين، بيمسون وتيبيس إلى استنتاج أن: «التواريخ المعطاة حاليًا لعمليات التعدين والصهر في ينتج الجنوب العربي عددًا من الشذوذ والتوترات الزمنية. وهذه مجتمعة تشير إلى الحاجة إلى تواريخ أقل للإمبراطورية المصرية، والتي بدورها ستسمح بتاريخ أقل للانتقال في أواخر العصر البرونزي / الحديدي.»

## علم الآثار

### ضريح حتحور

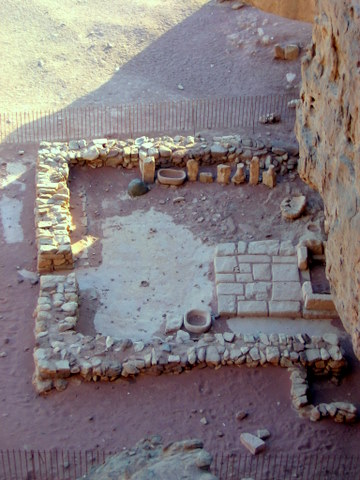
ضريح حتحور

قام بينو روتنبرج، الحفار الرئيسي في منطقة وادي تمناع، بحفر معبد مصري صغير مخصص لحتحور، إلهة التعدين المصرية، عند قاعدة أعمدة سليمان. تم بناؤه في عهد الملك المصري سيتي الأول في نهاية القرن الرابع عشر قبل الميلاد لعمال المناجم المصريين. كان الضريح يضم فناءً مفتوحًا به سيلا، وهي منطقة مقطوعة في الصخر لإيواء تمثال للإله على الأرجح. تسببت أضرار الزلزال في إعادة بناء المعبد في عهد الملك المصري رمسيس الثاني في القرن الثالث عشر قبل الميلاد، مع فناء أكبر وجدران وأرضيات أكثر تفصيلاً. كانت أبعاد الضريح الأصلي 15 × 15 مترًا، وكان مكسوًا بالحجر الرملي الأبيض الذي تم العثور عليه فقط في موقع التعدين، على بعد عدة كيلومترات. بلغ عدد الكتابات الهيروغليفية المصرية والمنحوتات والمجوهرات الموجودة في المعبد عدة آلاف من القطع الأثرية، وقد وفرت الكثير من المعلومات المهمة لعلماء الآثار. نحت صخري لرمسيس الثالث مع حتحور على قمة درج من الدرجات المنحوتة في الحجر بجوار الضريح.
عندما غادر المصريون المنطقة في منتصف القرن الثاني عشر قبل الميلاد، واصل المديانيون استخدام المعبد. قاموا بمحو أدلة العبادة المصرية، ومحو صور حتحور والكتابات الهيروغليفية المصرية، وبنوا صفًا من اللوحات ومقعدًا من القرابين على جانبي المدخل. حولوا المعبد إلى ضريح صحراوي من الخيام وملأوه بالفخار المدياني والمجوهرات المعدنية. كما تم العثور على حية من البرونز بالقرب من الحرم.

### رسومات صخرية

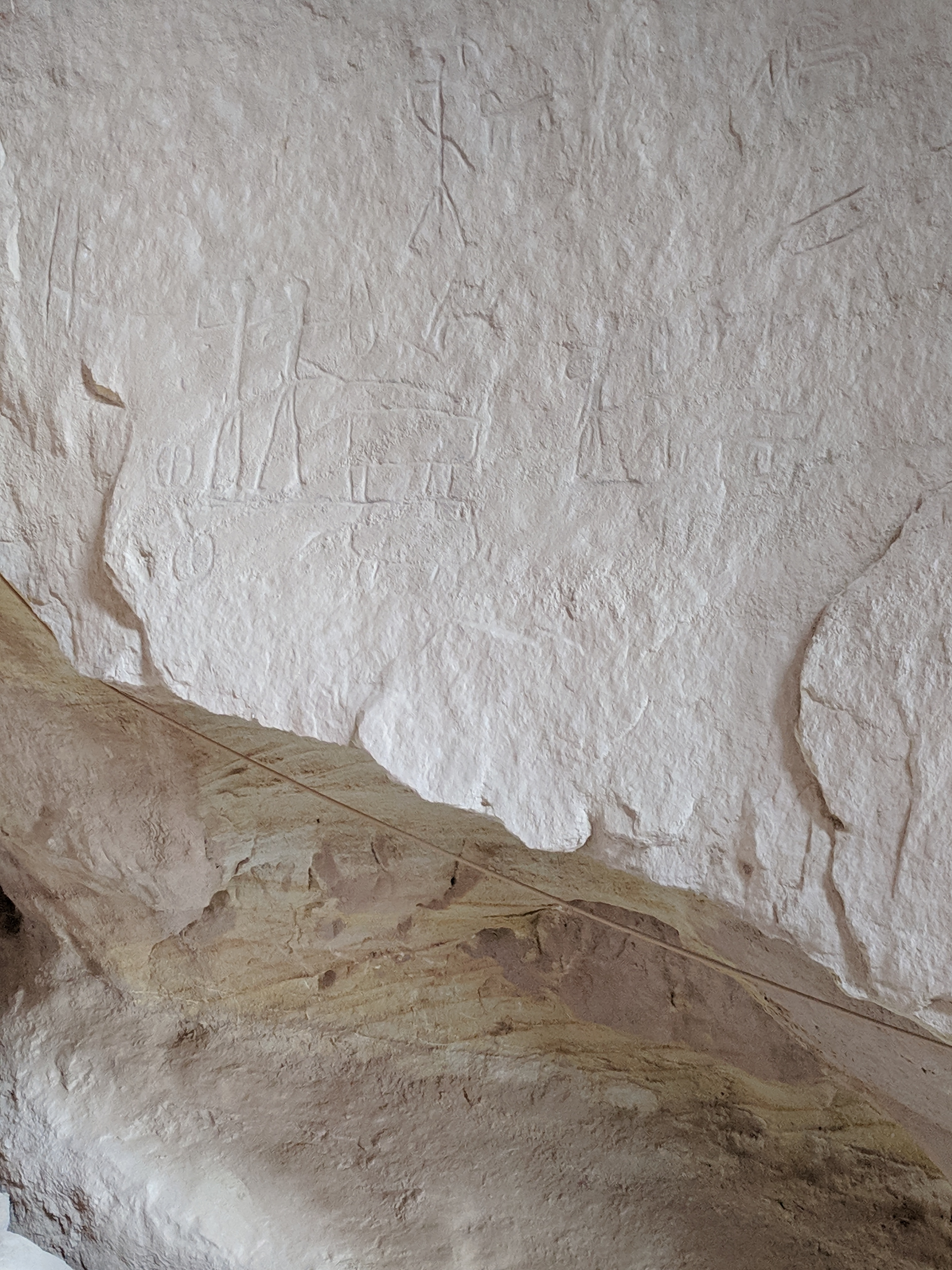
الرسم الصخري للعربات المصرية

تم العثور على العديد من الرسومات الصخرية في جميع أنحاء الوادي التي ساهمت بها إمبراطوريات حاكمة مختلفة بمرور الوقت. نحت المصريون أشهر رسم للمركبات المكونة من محاربين مصريين يحملون فؤوسًا ودروعًا أثناء قيادتهم لمركبات تجرها الثيران. هناك طريق يقود الزوار إلى العربات التي تقع على بعد حوالي ميلين من المناجم في واد ضيق.
استخدم علماء الآثار المنحوتات للتعرف على الطقوس وأنماط الحياة للثقافات المختلفة التي حكمت المنطقة ذات يوم. كما أنها توفر معلومات عن النباتات والحيوانات في المنطقة، بالإضافة إلى حياة الناس وعملهم.